# Brigade de Naplouse
La brigade de Naplouse ou le bataillon de Naplouse (en arabe : كتيبة نابلس) est une unité combattante palestinienne basée dans la ville de Naplouse, en Cisjordanie occupée par Israël. Elle fait partie officiellement des Brigades Al-Qods du Jihad islamique palestinien, des brigades des martyrs d'Al-Aqsa et des brigades Izz al-Din al-Qassam du Hamas.
La formation de l'unité est annoncée en mai 2022, à une période où diverses autres milices autonomes multi-affiliées en Cisjordanie, telles que les Brigades de Jénine et la Brigade de Tubas (en), étaient en train de se former pour lutter contre les Forces de défense israéliennes (Tsahal),
.
Le commandant de la brigade des martyrs d'Al-Aqsa, Ibrahim al-Nabulsi, est l'un des cofondateurs de la brigade de Naplouse et son principal dirigeant ; il est tué par Tsahal le 9 août 2022 lors d'une fusillade à Naplouse,
,. Ibrahim al-Nabulsi a également cofondé La Fosse aux lions,, unité qui s'est développée à partir de la brigade de Naplouse,.
La brigade de Naplouse a combattu Tsahal lors de son incursion à Naplouse en février 2023, aux côtés de La Fosse aux lions et de la brigade de Balata,,. En août 2024, la brigade affronte les troupes de Tsahal lors d'un raid dans le camp de réfugiés d'Askar, à l'est de Naplouse et en décembre 2024, elle lance une attaque contre les forces occupantes qui escortent des colons israéliens vers le tombeau de Joseph, en Cisjordanie. La brigade de Naplouse participe aux combats lors de l'opération israélienne en cours en Cisjordanie (depuis janvier 2025).